# Atlanta Gladiators
Atlanta Gladiators är ett amerikanskt professionellt ishockeylag som spelar i den nordamerikanska ishockeyligan ECHL sedan 2003 när laget blev Gwinnett Gladiators. Laget har dock sitt ursprung från 1995 när Mobile Mysticks anslöts sig till dåvarande East Coast Hockey League. 2015 bytte de namn till det nuvarande. De spelar sina hemmamatcher i inomhusarena Gas South Arena, som har en publikkapacitet på 11 355 vid ishockeyarrangemang, i Duluth i Georgia. Gladiators ingår i ett samarbete med Boston Bruins (NHL) och Providence Bruins (AHL). Laget har inte vunnit någon Kelly Cup, som är trofén till det lag som vinner ECHL:s slutspel.

## Spelare
Ett urval av spelare som har spelat för dem.
| Gwinnett Gladiators - Akim Aliu - Matt Anderson - Josh Currie - Louis Domingue - Mike Dunham - Patrick Dwyer - Ryan Garbutt - Michael Garnett - Jamie Milam - Drew Paris - Edward Pasquale - Pascal Pelletier - Colin Stuart - Tuomas Tarkki - Danny Taylor - Mark Visentin - Tomislav Zanoški | Atlanta Gladiators - Akim Aliu - Zane McIntyre - Matt O'Connor - Carl Persson |